# Saint Sébastien et un saint franciscain
Saint Sébastien et un saint franciscain – en italien San Sebastiano e sant'Antonio da Padova – est un tableau réalisé dans le dernier quart du XVe siècle par le peintre italien Le Pérugin. Fragment d'un retable plus important, cette huile sur bois de format vertical est conservée depuis 1810 au musée d'Arts de Nantes, à Nantes, en France. Elle représente deux saints en pied sur un fond d'or.
Au premier plan à droite, Sébastien regarde vers le spectateur en tenant une flèche, instrument de son martyre. Jeune, il est richement vêtu, à l'inverse de son compagnon plus âgé, un franciscain aux pieds nus qui au second plan à gauche porte seulement une robe de bure. Il s'agit peut-être d'Antoine de Padoue, car il tient de la main droite une flamme pouvant évoquer la maladie provoquée par l'ergot du seigle, que l'on tentait de guérir en l'invoquant. Un livre rouge à l'autre main, il a les yeux tournés vers son voisin.